# (116903) 2004 GW
116903 (2004 GW) là một tiểu hành tinh vành đai chính được phát hiện ngày 11 tháng 4 năm 2004 bởi James Whitney Young ở Đài thiên văn Núi bàn gần Wrightwood, California.